# June Cole
June Lawrence Cole (Springfield (Ohio), 1903 - New York, 10 oktober 1960) was een Amerikaanse jazz-tubaïst, -contrabassist en -zanger.
Cole speelde in zijn geboorteplaats in de Synco Jazz Band, die later McKinney's Cotton Pickers ging heten: Cole was toen nog lid van de groep. In 1926 verliet hij de band om bij Fletcher Henderson te spelen (tot 1928). Met Hendersons band begeleidde hij zangeres Bessie Smith bij plaatopnames. In 1928 toerde hij met Bennie Peyton in Europa, waar hij vervolgens meer dan tien jaar bleef. In Europa speelde hij onder meer in de bands van Sam Wooding en Willie Lewis. In de jaren 1936-1939 was hij niet actief in de muziek om in Parijs te herstellen van een langdurige ziekte. In 1941 keerde hij terug naar Amerika, waar hij in New York eigen bands leidde en in 1947 speelde in een kwartet van Willie "The Lion" Smith. Cole speelde in clubs in de stad tot in de jaren vijftig, ook had hij er een platenzaak in Harlem.
Cole is te horen op opnames van Don Redman, Clarence Williams, Bill Coleman, Benny Carter, Coleman Hawkins, Tommy Ladnier en Django Reinhardt.